# Krieg der Bruce in Irland

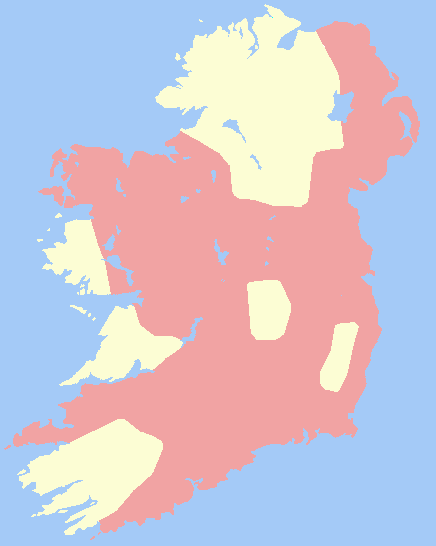
Irland um 1300, pink die von England beherrschten Gebiete

Der Krieg der Bruce in Irland von 1315 bis 1318 war der Versuch des Königreichs Schottland, das unter englischer Herrschaft stehende Irland zu erobern. Der Feldzug scheiterte mit einer völligen Niederlage und der Vertreibung der Schotten aus Irland.

## Vorgeschichte
Während des Ersten Schottischen Unabhängigkeitskriegs kämpfte Robert Bruce seit 1306 gegen die englische Oberherrschaft in Schottland. Im März 1306 hatte er sich zum König der Schotten erhoben. Nach anfänglichen Rückschlägen gelang es ihm ab 1307, Schritt für Schritt die von englischen Truppen besetzten Burgen und Festungen in Schottland zu erobern und die Engländer zurückzudrängen. Als der englische König Eduard II. 1314 ein großes Heer nach Schottland führte, konnten die Schotten es unter Führung von Robert Bruce in der Schlacht von Bannockburn entscheidend schlagen. Trotz der schweren Niederlage gab der englische König aber seine Ansprüche auf Schottland nicht auf und weigerte sich, Robert Bruce als schottischen König anzuerkennen. Daraufhin nahmen die Schotten ihre Überfälle auf Nordengland wieder auf.

## Ziele des Feldzugs
Nach dem Sieg bei Bannockburn wollte Robert Bruce den Kriegsschauplatz ausweiten. Er nahm nicht nur die schottischen Überfälle auf Nordengland wieder auf, sondern plante auch einen Angriff auf das weitgehend unter englischer Herrschaft stehende Irland. Dieser Angriff hatte mehrere Ziele. Zum einen waren aus Irland beständig Männer und Nachschub für die englischen Angriffe nach Schottland gekommen. Die Häfen von Dublin, Dundalk und Drogheda dienten als Stützpunkte für englische Schiffe, die die westschottische Küste angriffen. Erst im Februar 1315 hatte der von Robert Bruce aus Schottland vertriebene John of Lorne, der nun in englischen Diensten stand, die Isle of Man erobert. Er wollte die strategisch wichtige Insel offenbar als Basis für weitere Angriffe auf die westschottischen Inseln nutzen. Der schottische Angriff auf Irland war als Gegenschlag zum Angriff auf Man geplant. Möglicherweise sollte Irland auch erobert werden, um Schottland zusätzlich mit Getreide und Vieh zu versorgen. Die Schotten erwarteten Hilfe von der einheimischen irischen Bevölkerung, da Irland nicht vollständig von England unterworfen war und Teile der irischen Häuptlinge weiter gegen die Engländer kämpften. Diese strategischen Ziele der Schotten wurden durch familiäre Ambitionen der Brüder Bruce ergänzt. Edward Bruce, der jüngere Brucer von Robert Bruce, strebte selbst nach einer Königswürde und wollte sich zum Hochkönig von Irland erklären. Neben dem Traum von einem geeinten schottisch-irischen Reich spielten bei dem Vorhaben auch die engen traditionellen Bindungen von Westschottland nach Ulster eine wichtige Rolle. Unter den Verbündeten des mit Bruce verbündeten westschottischen Adligen Angus Og MacDonald in Ulster fand Edward Bruce seine wichtigsten Verbündeten. Der Führer dieser Verbündeten, Domhnaill O’Neill aus Tyrone soll Edward Bruce nach Irland eingeladen und an ihn seinen Anspruch auf den Königstitel abgetreten haben. Dabei hoffte O’Neill, mit Hilfe der Schotten seine eigenen irischen Gegner, vor allem Aed O’Domhnaill zu besiegen. Dieser wurde von schottischen Exilanten unter Führung von John MacSween unterstützt. Die Landung von Bruce in Irland fachte damit alte lokale Konflikte an.

## Die schottische Invasion von Irland

### Landung in Ulster
Edward Bruce landete am 26. Mai 1315 bei Larne in Antrim. Seine Armee war vermutlich klein, aber kampferprobt. Neben Edward Bruce gehörten ihr mit Thomas Randolph, 1. Earl of Moray, John Soulis und Philip Mowbray erfahrene Militärs an. Dazu bildeten Krieger von den Hebriden, vor allem von den MacDonalds und MacRuairis, die teils schon Erfahrungen im Kampf in Irland gesammelt hatten, den Kern der schottischen Streitmacht. Am 6. Juni 1315 wurde Edward Bruce mit Unterstützung von Domhnaill O’Neill und anderen irischen Adligen als Hochkönig von Irland inthronisiert. Zugleich begann Edward Bruce mit der Belagerung von Carrickfergus Castle, der wichtigsten Burg von Ulster, die auch die Nachschublinien nach Schottland bedrohte. Obwohl die Burg erst nach einjähriger Belagerung erobert werden konnte, war die Festung durch die Belagerung neutralisiert. Am 29. Juni eroberten die Schotten nach einem harten Kampf Dundalk, wo sie unter der Bevölkerung ein Blutbad anrichteten. Dies sollte die teils zögerliche irische Bevölkerung bewegen, sich den Schotten anzuschließen, denn im anderen Fall würden die Schotten sie als Gegner behandeln. Richard de Burgh, 2. Earl of Ulster hatte seine Vasallen gegen die Schotten aufgeboten. Nach einigen kleineren Gefechten und Zerstörungen von Städten und Dörfern konnte Edward Bruce das Aufgebot aus Ulster und den anderen Besitzungen des Earls am 10. September bei Connor in Down in der sog. Schlacht von Connor besiegen. Daraufhin ging de Burgh nicht mehr aktiv gegen die schottischen Invasoren vor und beschränkte sich auf die Verteidigung seiner übrigen irischen Besitzungen. Die Niederlage des Earls of Ulster sicherte Edward Bruce eine Basis in Ulster, die er nun versuchte, auszubauen. Mitte September 1315 kehrte der Earl of Moray mit fünf mit Beute aus Irland beladenen Schiffen nach Schottland zurück. Ein Schiff sank auf der Fahrt, doch die anderen vier Schiffe kehrten nach ihrer Entladung mit 500 weiteren schottischen Kämpfern nach Irland zurück. Allerdings war Moray offenbar in Schottland geblieben.

### Englische Abwehrmaßnahmen
Die Zeit und der Ort der schottischen Landung waren für die Engländer überraschend gekommen, obwohl der englische König Eduard II. möglicherweise bereits im März 1315 von dem geplanten schottischen Feldzug erfahren hatte. Noch bevor er von der schottischen Invasion erfahren hatte, gab der englische König im Juni 1315 den Befehl, eine englische Flotte in der irischen See aufzustellen. Dieser Befehl kam aber zu spät, um die schottische Landung aufzuhalten und wurde wie andere Befehle des Königs wegen Geldmangel auch nicht umgesetzt. Nachdem der englische König von der schottischen Invasion erfahren hatte, handelte er aber rasch. Am 1. September 1315 beschloss eine Ratsversammlung der Magnaten in Lincoln, den Beamten John Hotham nach Irland zu schicken. Hotham hatte schon mehrere Ämter in Irland bekleidet und sollte nun dort den weiteren Widerstand gegen die Schotten organisieren. Hotham saß jedoch zunächst in Chester fest, nachdem schottische Piraten unter Führung von Thomas Dun den Hafen von Holyhead auf Anglesey geplündert und ein königliches Schiff, die James of Caernarfon, geentert hatten. Erst am 5. November erreichte Hotham Dublin. Dort organisierte er die Verteidigung der Stadt. Aufgrund der Aktivitäten von Dun vor Nordwales befürchtete die englische Regierung Ende 1315 auch eine Landung von Iren und Schotten in Wales. Tatsächlich soll Edward Bruce 1315 oder 1316 in Kontakt mit Sir Gruffydd Llwyd, dem englischen Steward von Cardiganshire gestanden haben. Eine schottische Landung in Wales wurde aber offenbar nie ernsthaft erwogen. Vielleicht hofften die Schotten aber, dass die Engländer ihre Burgen in Wales verstärkten, so dass weitere englische Kräfte gebunden waren. Wegen der Kontakte zu Bruce wurde Gruffydd Llwyd von Dezember 1316 bis etwa 1318 inhaftiert.

### Schottischer Vorstoß im Winter von 1315 bis 1316
Nachdem Edward Bruce seine Stellung in Ulster gefestigt hatte, führte er sein Heer nach Süden. Dabei plünderten die Schotten weiter in großem Umfang, brannten Höfe und Dörfer nieder und töteten die Einwohner. Im Dezember 1315 schlug Bruce eine von Roger Mortimer of Wigmore geführte Streitmacht bei Kells. Es gelang ihm aber nicht, das mächtige Trim Castle zu erobern. Nach seiner Niederlage zogen sich Mortimer, aber auch der frühere Justiciar Theobald de Verdon nach England zurück. Damit war Meath quasi ohne Verteidigung und auch Dublin war gefährdet. John Hotham gelang es aber, die verbliebenen anglo-irischen Magnaten zur Fortsetzung des Kampfs zu überzeugen. Die Schotten umgingen Dublin und stießen nach Kildare in Südirland vor. Dort trafen sie auf eine anglo-irische Armee, die von dem Justiciar Edmund Butler und den südirischen Magnaten geführt wurde, bei Ardscull bei Athy am 26. Januar 1316. Die anglo-irische Armee war die letzte Armee, die die Engländer in Irland aufbieten konnte und kämpfte defensiv, während die Schotten nach dem monatelangen Feldzug erschöpft und aufgrund der knappen Vorräte auch ausgezehrt waren. Sie griffen nur halbherzig an, so dass die Schlacht unentschieden ausging. Die Verluste waren gering, doch die Schotten zogen sich angesichts ihrer geringen Vorräte nach Ulster zurück. Damit wurde die Schlacht ein Wendepunkt des Feldzugs. Der erfolgreiche englische Widerstand bei Ardscull war sicher auch der Organisation von Hotham zu verdanken. Anfang Mai 1316 kehrte Hotham nach England zurück, um dem König zu berichten. Dieser dankte aber vor allem John FitzGerald, der zum Earl of Kildare erhoben wurde.

### Weiterer Kriegsverlauf 1316
Edward Bruce blieb den Rest des Jahres 1316 in Ulster. Er versuchte dort eine Regierung zu etablieren und ernannte Richter. Im Frühjahr und Sommer 1316 eroberten die Schotten Burgen von Greencastle und Northburgh. Ende Juli oder Anfang August 1316 soll Robert Bruce nach Irland gezogen sein, wo er die Belagerung von Carrickfergus verstärkte, das sich im September 1316 ergab. Der Aufenthalt des schottischen Königs in Irland gilt aber als nicht gesichert. Danach reiste Edward Bruce nach Schottland und nahm am 30. September 1316 an dem Parlament in Cupar in Fife teil, wo er um weitere Unterstützung warb. Im November 1316 sandte der englische König Roger Mortimer of Wigmore als King’s Lieutenant nach Irland. Mortimer reiste zunächst nach Wales, wo er Truppen aufstellte.

### Die sogenannten Remonstrances
Edward Bruce erhielt in Irland nicht nur Unterstützung durch einige irische Häuptlinge und Kleinkönige. Auch einige irische Franziskaner riefen in Predigten zur Unterstützung von Edward Bruce auf. Sie behaupteten, dass die englische Herrschaft unrechtmäßig und das Irland nur dem Papst unterstellt sei. 1316 wandte sich daraufhin der englische Franziskaner Geoffrey of Aylsham im Auftrag von Eduard II. an Michael von Cesena, den Ordensgeneral des Franziskanerordens. Es gelang Aylsham, den Ordensgeneral zu überzeugen, den irischen Franziskanern das Predigen zugunsten von Bruce zu verbieten. Auch Papst Johannes XXII. unterstützte dieses Verbot. Teils wegen der Predigten kam es im zweiten Halbjahr 1316 in Leinster, Desmond und Thomond zu spontanen Revolten der irischen Bevölkerung gegen die englische Herrschaft. Wahrscheinlich im Herbst 1317 wurde ein Brief verfasst, der als sogenannte Remonstrances of the Irish Princes im Januar 1318 dem Papst in Avignon überreicht wurde. Dieser Beschwerdebrief war angeblich von mehreren irischen Häuptlingen und Kleinkönigen verfasst worden. Sie sollen den Papst gebeten haben, die Bulle Laudabiliter, mit der König Heinrich II. im 12. Jahrhundert die Eroberung von Irland genehmigt wurde, zu widerrufen. Es gibt aber keine Anzeichen, dass die irischen Fürsten hinter dem Brief steckten. Vermutlich hatte der Franziskaner Michael Mac Lochlainn, der 1303 vergeblich für das Amt des Erzbischofs von Armagh kandidiert hatte und der später Bischof von Derry wurde, die Fälschung im Auftrag von Edward Bruce als Propagandaschrift verfasst. Sie konnte jedoch den Papst nicht für den Kampf von Bruce einnehmen, da der englische König am Papsthof wesentlich höheren diplomatischen Einfluss hatte.

### Der große schottische Feldzug von 1317
Im Januar 1317 zog Robert Bruce selbst mit einer Armee nach Irland, um dem Krieg seines Bruders neuen Schwung zu geben. Nach der Ankunft dieser Verstärkungen bereiteten die Schotten und ihre irischen Verbündeten, vor allem die O’Neills, einen neuen Feldzug vor. Irische Franziskaner predigten weiter gegen die Engländer, und der kranke John of Lorne hatte sich mit seinen Schiffen zurückgezogen, so dass die Schotten die Irische See kontrollierten. Nach einer Ratsversammlung in Carrickfergus zog das schottisch-irische Heer los, um Dublin zu erobern oder um einen entscheidenden Sieg gegen die Armee des Justiciars Edmund Butler zu gewinnen. Anfang Februar 1317 begann Edward Bruce zusammen mit Robert Bruce, dem Earl of Moray, Domhnaill O’Neill und anderen einen zerstörerischen Feldzug. Sie brannten Slane in Meath nieder. Vor dem 23. Februar stand die Armee vor Dublin, wo die englischen Verteidiger die Gebäude vor den Stadtmauern niedergebrannt hatten. Der Earl of Ulster hatte nach einem verlorenen Gefecht bei Ratoath hinter den Mauern von Dublin Zuflucht gesucht. Nun wurde er aber verdächtigt, dass er insgeheim seinen Schwiegersohn Robert Bruce unterstützte, und wurde verhaftet. Die Schotten waren aber auf keine lange Belagerung vorbereitet, denn aufgrund einer schweren Hungersnot besaßen sie nur wenig Vorräte. Sie umgingen die Stadt und zogen südwestwärts durch Leinster und Munster, bis sie Anfang April Limerick erreichten. Doch weder die O’Briens in Thomond noch andere irische Stämme schlossen sich den Schotten an. Eine anglo-irische Armee unter Edmund Butler folgte ihnen. Sie störte den schottischen Vormarsch, vermied aber eine offene Schlacht. Die Eroberung von Limerick durch die Schotten scheiterte. Die entscheidende Wende kam Anfang April 1317, als der neue King’s Lieutenant Roger Mortimer mit Verstärkungen in Südirland landete. Ohne ausreichende Vorräte, ohne Unterstützung durch die irische Bevölkerung und unter weiteren Gefechten zogen sich die Schotten nach Ulster zurück. Zwar erklärten die Schotten den Feldzug für einen Erfolg, doch tatsächlich hatten sie nichts erreicht. Sie hatten einen langen, entbehrungsreichen Feldzug gemacht, reichlich Beute erbeutet, doch unter Hunger und Krankheiten gelitten. Dabei war nicht nur der König der Schotten, sondern auch sein Bruder und Erbe Edward sowie der potentielle Guardian, der Earl of Moray in ständiger Gefahr gewesen, getötet oder gefangen genommen zu werden. Um den 22. Mai 1317 kehrte Robert I. und wohl auch der Earl of Moray nach Schottland zurück, Obwohl Edward Bruce in Irland blieb, war durch das Scheitern des groß angelegten Feldzugs deutlich geworden, dass der schottische Versuch, Irland zu erobern, gescheitert war. Es war Edward Bruce nicht gelungen, weitere irische Häuptlinge auf seine Seiten zu ziehen, und nach dem Feldzug konnte er kaum mehr als seine Stellung in Ulster behaupten. Von Mai bis Oktober 1317 ist über die weiteren Aktivitäten von Edward Bruce kaum etwas bekannt.

### Weiterer Kriegsverlauf und schottische Niederlage 1318
Im Sommer 1317 wollte der in englischen Diensten stehende Italiener Antonio Pessagno fünf genuesische Galeeren mit 1000 Mann Besatzung anheuern, um in der irischen See die Seeherrschaft zurückzugewinnen. Für diesen Plan fehlte der englischen Regierung aber das Geld. Vermutlich zur selben Zeit sollte der anglo-irische Baron John d'Athy 15 Schiffe aufbieten, um die Schotten in der irischen See anzugreifen, doch er konnte nur 6 Schiffe bekommen. Dennoch konnte er am 2. Juli 1317 den berüchtigten Piraten Thomas Dun besiegen und töten, so dass die Engländer die Kontrolle über die irische See gewannen. Im Oktober 1317 ging Roger Mortimer gegen Familie de Lacy in Meath vor, ohne dass Edward Bruce etwas zur Unterstützung seiner Verbündeten unternahm. Im Mai 1318 wurde Mortimer nach England zurückgerufen. Nachdem er im Herbst 1318 Verstärkungen aus Schottland erhalten hatte, machte Edward Bruce schließlich, offenbar verzweifelt und ohne erkennbaren Plan, Anfang Oktober einen neuen Vorstoß. Er traf dabei auf eine anglo-irische Armee unter dem Kommando von Edmund Butler und John de Bermingham, die sich auf eine Schlacht vorbereitet hatten. In der Schlacht bei Faughart am 14. Oktober 1318 wurde die schottische Armee entscheidend geschlagen. Edward Bruce und zahlreiche seiner Unterführer fielen. Wenig später fielen in einem weiteren Gefecht bei Derry ein Sohn von Domhnaill O’Neill sowie ein Angehöriger der Familie Macdonald, vielleicht Alexander Og, im Kampf gegen Aed O’Domhnaill. Bis Dezember 1318 konnten die Engländer die noch von schottischen Truppen gehaltenen Burgen einschließlich Carrickfergus zurückerobern.

## Folgen
Der schottische Angriff auf Irland führte zur Verlagerung der schottischen Kräfte und zum Nachlassen der Überfälle auf Nordengland.
Die schottischen Ressourcen reichten nicht aus, um Irland zu erobern und um weitere Raubzüge nach Nordengland zu führen, da ein Großteil der schottischen Truppen durch den Feldzug in Irland gebunden war. Erst ab Anfang 1318 kam es wieder zu größeren Aktionen der Schotten gegen Nordengland. Mit dem Tod von Edward Bruce verlor Robert Bruce nicht nur einen seiner engsten Vertrauten, sondern auch seinen letzten männlichen Verwandten und bisherigen Thronerben. Daraufhin musste er neue Vorkehrungen im Falle seines Todes treffen.